# اسکات پلنک
اسکات پلنک (انگلیسی: Scott Plank؛ ۱۱ نوامبر ۱۹۵۸ – ۲۴ اکتبر ۲۰۰۲) یک هنرپیشه اهل ایالات متحده آمریکا بود.
از فیلم‌ها یا برنامه‌های تلویزیونی که وی در آن نقش داشته است می‌توان به بدون مدرک، تفنن و بی‌واچ اشاره کرد.